# Шоссе Киселёва

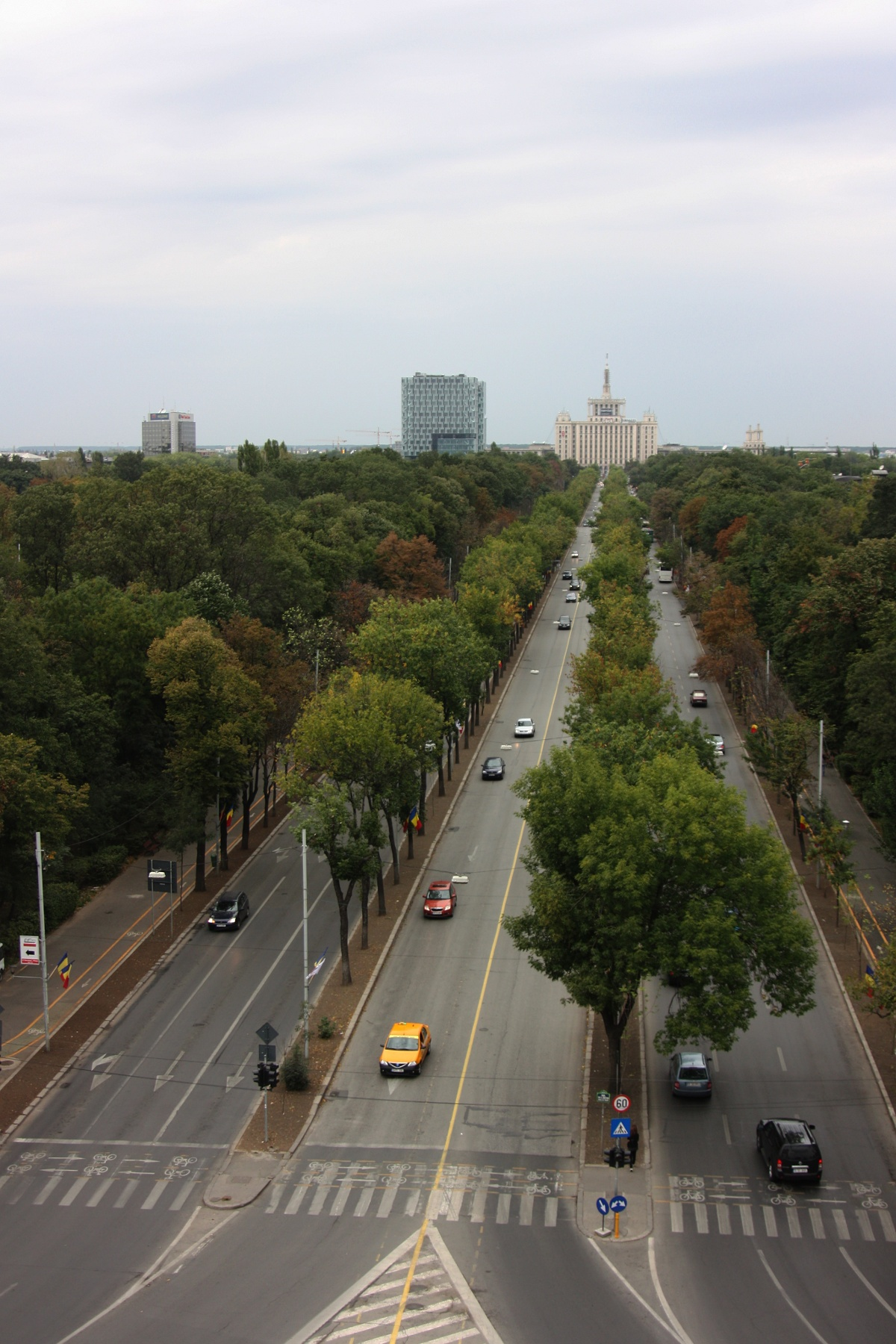
Вид на проспект с триумфальной арки

Шоссе Киселёва (рум. Șoseaua Kiseleff) — улица в Бухаресте, северное продолжение главной магистрали города — проспекта Победы. 19 декабря 2017 часть улицы от Триумфальной арки до Дома свободной прессы была названа именем последнего короля Румынии Михая I, получив название Бульвар «Король Михай I».

## Расположение
Улица начинается от площади Победы и проходит через несколько лесистых парков мимо аристократических резиденций, этнографических музеев (Музей крестьянского искусства Румынии, Музей румынской деревни им. Димитрия Густи), посольств России и США под Триумфальной аркой, воздвигнутой в честь обретения Румынией независимости, и оканчивается у Триумфальной арки, а далее до Дома свободной прессы, построенного в 1956 году для размещения редакции газеты «Скынтея», продолжается Бульвар «Король Михай I».

## История
Улица заложена в 1832 году по приказу командующего русской военной администрацией Дунайских княжеств Павла Дмитриевича Киселёва.
8 ноября 1941 года, после участия румынской армии в операции «Барбаросса», перед Триумфальной аркой прошёл парад, который принимали король Михай I и председатель Совета министров Румынии маршал Ион Антонеску.
Улица не претерпела никаких изменений, связанных с планами строительства Николае Чаушеску, здесь сохранились здания, построенные до начала Второй мировой войны.

## Здания и сооружения

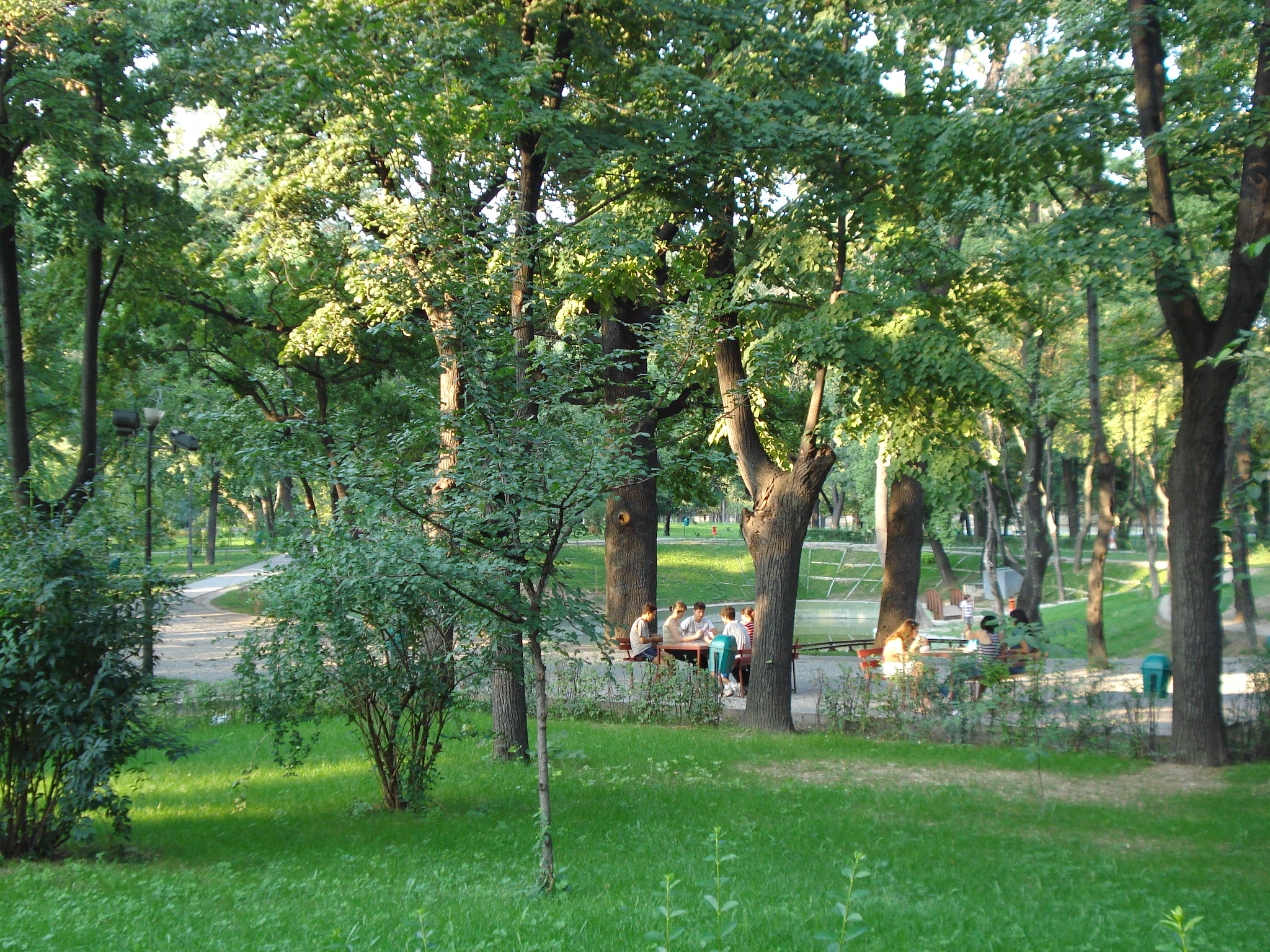
Парк Киселёва

- Национальный музей геологии[рум.]
- Музей румынской деревни им. Димитрия Густи[рум.]
- Национальный музей естественной истории им. Григоре Антипы[рум.]
- Посольство России в Румынии
- Музей крестьянского искусства Румынии
- «Буфетул» на шоссе Киселёва[рум.] — здание, построенное в 1882—1892 гг. архитектором Ионом Минку.
- Ресторан и отель «Триумф»
- Дом Николае Титулеску — дом, в котором жил румынский дипломат Николае Титулеску. В 1998 здесь основан Европейский фонд Титулеску[рум.] и Ассоциация международного права и международных отношений.
- Церковь Живописного Источника[рум.]
- Дворец Киселёва[рум.]

Утраченные здания
- Дом-музей Тома Стеляна[рум.] — здание, построенное в 1914 году архитектором Ионом Бериндеем[рум.]. Дом, в котором жил и работал румынский политик и юрист-адвокат Тома Стелян[рум.], был подарен румынскому государству в 1926 году. В здании располагались: Художественный музей с 1931 по 1950[3], Союз писателей Румынии с 1950 по 1952. Здание сильно пострадало после землетрясения 1977 года, позже было перестроено и утратило первоначальный облик. Ныне здесь располагается Социал-демократическая партия Румынии.

Парки
- Парк Киселёва[рум.][1]